# Алидози
Алидози (итал. Alidòsi) — итальянский феодальный род, известный по документам с XII века. Долгое время господствовал в Имоле.

## Происхождение
В XVIII веке появились родословные, доказывавшие существование намного более древних корней рода, однако они не выдерживают критики. Можно с уверенностью говорить о родоначальнике этой фамилии, Алидозио де Малапарте, — он указан как один из свидетелей в акте от 9 марта 1159 года, на основании которого граф-палатин Федерико от имени императора Священной Римской империи Фридриха Барбароссы получил в опеку церковь Сан-Кассиано и имущество епископа Имолы. Несколько десятилетий спустя некий замок Сан-Кассиано упоминается как «domus Aliducis», или «дом Алидози» — очевидно, пользовавшийся уважением, поскольку там епископ собрал верхушку местной церковной иерархии на традиционный обязательный ежегодный обед.
В 1209 году братья Алидозио и Лито (Мальгарито), сыновья Алидозио, получили от императора Священной Римской империи Оттона IV земли у подножия Аппенин в долине реки Сантерно под названием Масса ди Сан-Аброджио. С тех пор семья вошла в число феодальной знати и, обладая полным правом собственности на свои земли, добавила к своему имени «де Масса», а в XIII в., с добавлением имени предка, появилась фамилия. Позднее здесь возник город Кастель-дель-Рио.
В XIII веке Алидози распространяли свои владения вдоль течения Сантерно: стали синьорами Кастильончелло, Визиньяно на флорентийской территории, обрели замок Линаро на левом берегу Сантерно, на выгодной стратегической позиции, важной для установления контроля над Имолой. Увеличившись численно и набрав силу, Алидози быстро расселились в Болонье и Сан-Джованни-ин-Персичето.

## Алидози в Имоле

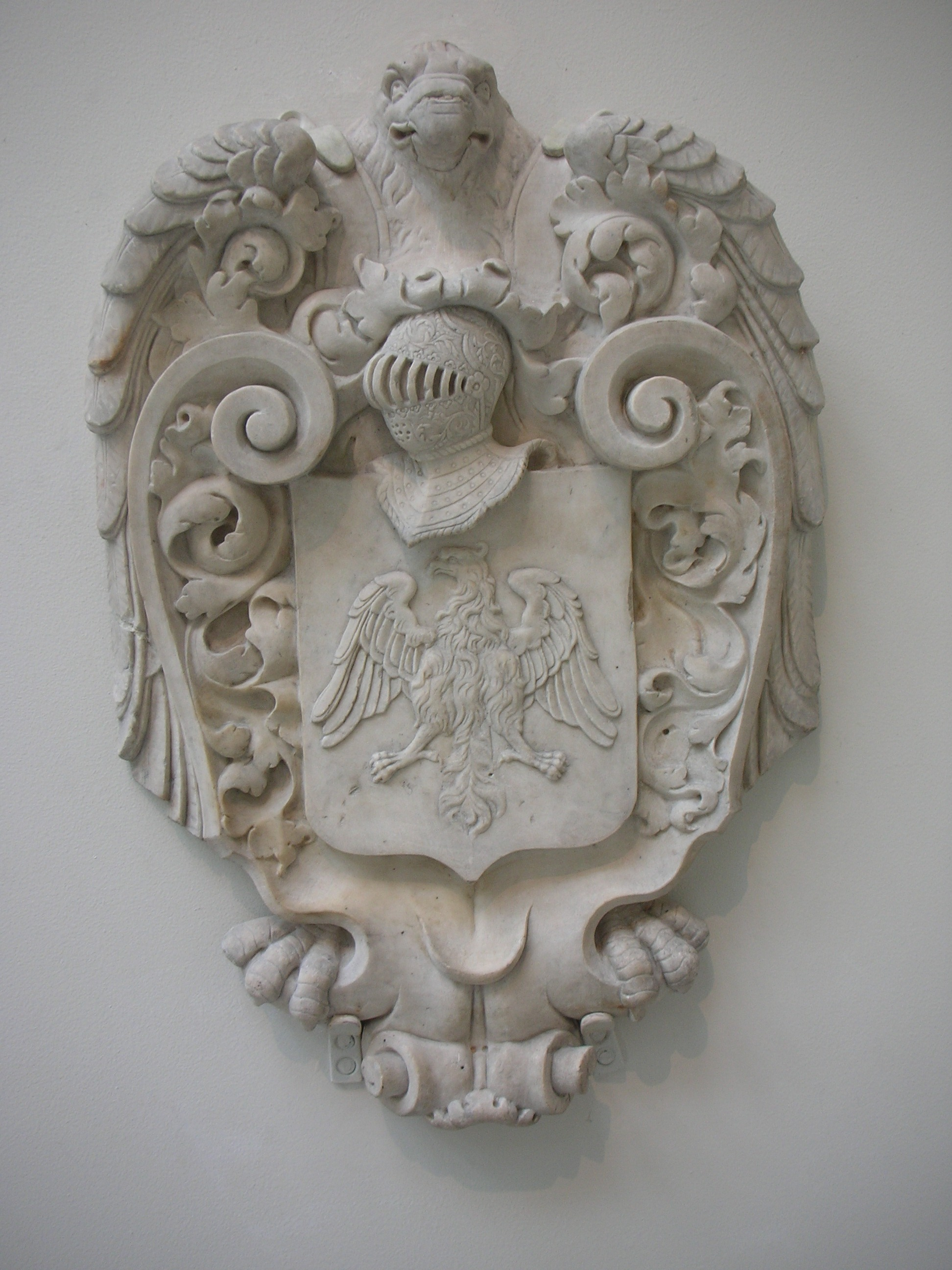
Изображение фамильного герба из разрушенного в XIX веке дворца Алидози в Чезене (Музей Виктории и Альберта, Лондон)

Тем не менее, основная часть семьи осела в Имоле, где к 1302 году достигли фактического господства, ещё не подтверждённого законными властными полномочиями. В 1334 году в Имоле были обновлены правила коммунального самоуправления, и в том же году Липпо Алидози получил назначение на должность капитана народа с пятилетним сроком полномочий, но не оставил места по истечении указанного времени. В 1341 году Папа Римский Бенедикт XII назначил его папским викарием, и в конечном итоге Липпо получил Имолу в синьорию.
От Липпо власть перешла к его сыну Роберто Алидози, который оказывал всемерную поддержку кардиналу Сан-Клементе Альборносу в его борьбе со сторонниками Висконти — Орделаффи и Манфреди. От его брака с Мелкиной ди Малатеста из Римини родились Лито (впоследствии — епископ Имолы), Аццо, Бертрандо, Алидозио, Липпо и Малатеста, а также две дочери — Тереза и Виоланте.
После смерти отца 29 ноября 1362 года Аццо оспорил синьорию. Спасаясь от ареста, он бежал в Болонью, затем сумел вернуться и в 1365 году обратился за разрешением спора в Авиньон к Папе Урбану V, к которому с той же просьбой обратились и сторонники его брата Бертрандо из Имолы. Одновременно в Авиньон направилась особая делегация от граждан Имолы, в которую входил известный комментатор «Божественной комедии» Данте Бенвенуто да Имола, имевшая целью добиться от Папы решения об удалении семьи Алидози из Имолы, но не добившаяся успеха; в результате оба соперника были назначены викариями, а Бенвенуто больше не вернулся в Имолу. Аццо умер в 1372 году, и 26 августа 1373 года Бертрандо получил подтверждение своего викариата от Папы Григория XI. В 1384 году синьория Алидози в Имоле была признана Папой Урбаном VI наследственной.
Бертрандо женился на дочери синьора Ареццо Мазо Тарлати — Элизе Тарлати, в их браке родилась дочь Джованна, а также сыновья Лудовико и Липпо.
Джованна в 1416 году вышла замуж за синьора Кастель Дюранте (c 1636 года — Урбания) Бартоломео Бранкалеони; в браке родились дочери Пьера и Джентиле. Джентиле вышла замуж за герцога Урбинского Федериго да Монтефельтро, их брак оказался бездетным.
Несовершеннолетние Лудовико и Липпо наследовали своему отцу. Липпо умер в 1396 году; Лудовико, ставший убеждённым последователем гуманистических идей, удерживал в синьории Имолу более двух десятилетий. В феврале 1424 года он вместе со своим сыном Бертрандо был изгнан из Имолы войсками Филиппо Мария Висконти и заключён в замок Монца, откуда позднее освобождён благодаря ходатайствам своей сетры Джованны. В 1430 году он умер, и синьория над Имолой утрачена семьёй Алидози навсегда.

### Алидози — синьоры Имолы
- Алидозио (XIII в. — после 1311 г.), капитан народа в Имоле в 1290—1293 и в 1302 гг.
- Липпо II (XIV в. — после 1351 г.), 1-й синьор Имолы
- Роберто (XIV в. — 1362 г.), 2-й синьор Имолы
- Аццо (XIV в. — 1372 г.), 3-й синьор Имолы
- Бертрандо (XIV в. — до 1391 г.), 4-й синьор Имолы
- Лудовико (XIV в. — 1430 г.), 5-й синьор Имолы

## Алидози в Кастель-дель-Рио
Другая ветвь рода Алидози удерживала в своём владении Кастель-дель-Рио, пока Мариано Алидози, попавший в тяжёлое финансовое положение, не попытался в 1636 году продать его герцогу Флоренции Сальвиати; в 1638 году право собственности перешло к Папе Урбану VIII.
К этой ветви рода Алидози относился кардинал Франческо Алидози (1455—1511), сподвижник Папы Юлия II. Последней в роду стала Элена, состоявшая в первом браке замужем за графом Франческо Авольи из Феррары, а во втором — за Грегорио Тедески из Пистои.
В Кастель-дель-Рио Алидози жили в замке, от которого до настоящего времени сохранились только руины. В 1542 году в результате землетрясения была разрушена древняя фамильная усадьба, и Алидози построили новый дворец с ромбовидными бастионами, входящий ныне в число архитектурных достопримечательностей. Имя Алидози носит также мост через реку Сантерно в старинном фамильном владении Масса Сант-Амброджио, уникальный в силу смелости архитектурного замысла: длина его единственного пролёта составляет 42 метра.

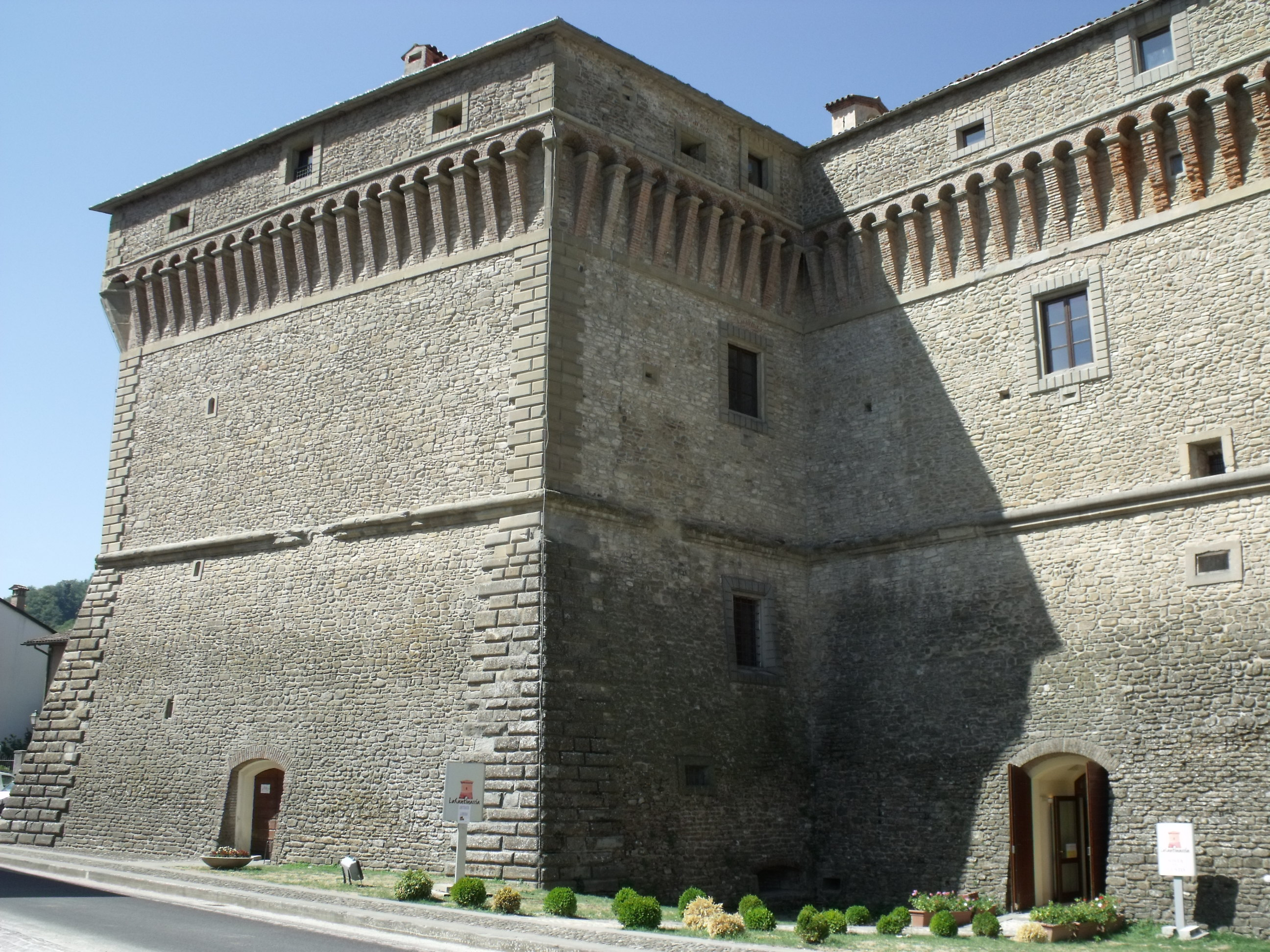
Дворец Алидози в Кастель-дель-Рио
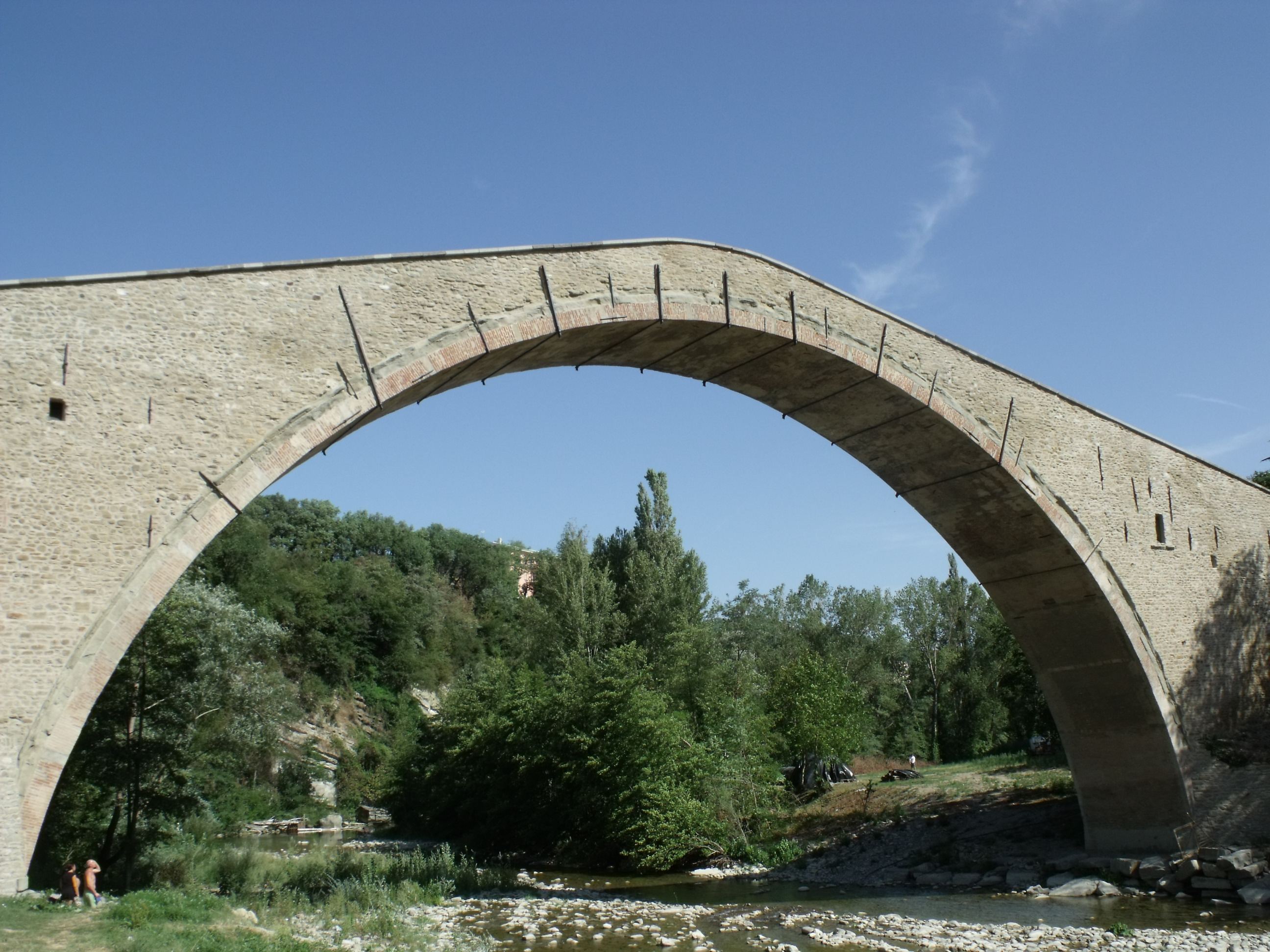
Мост Алидози
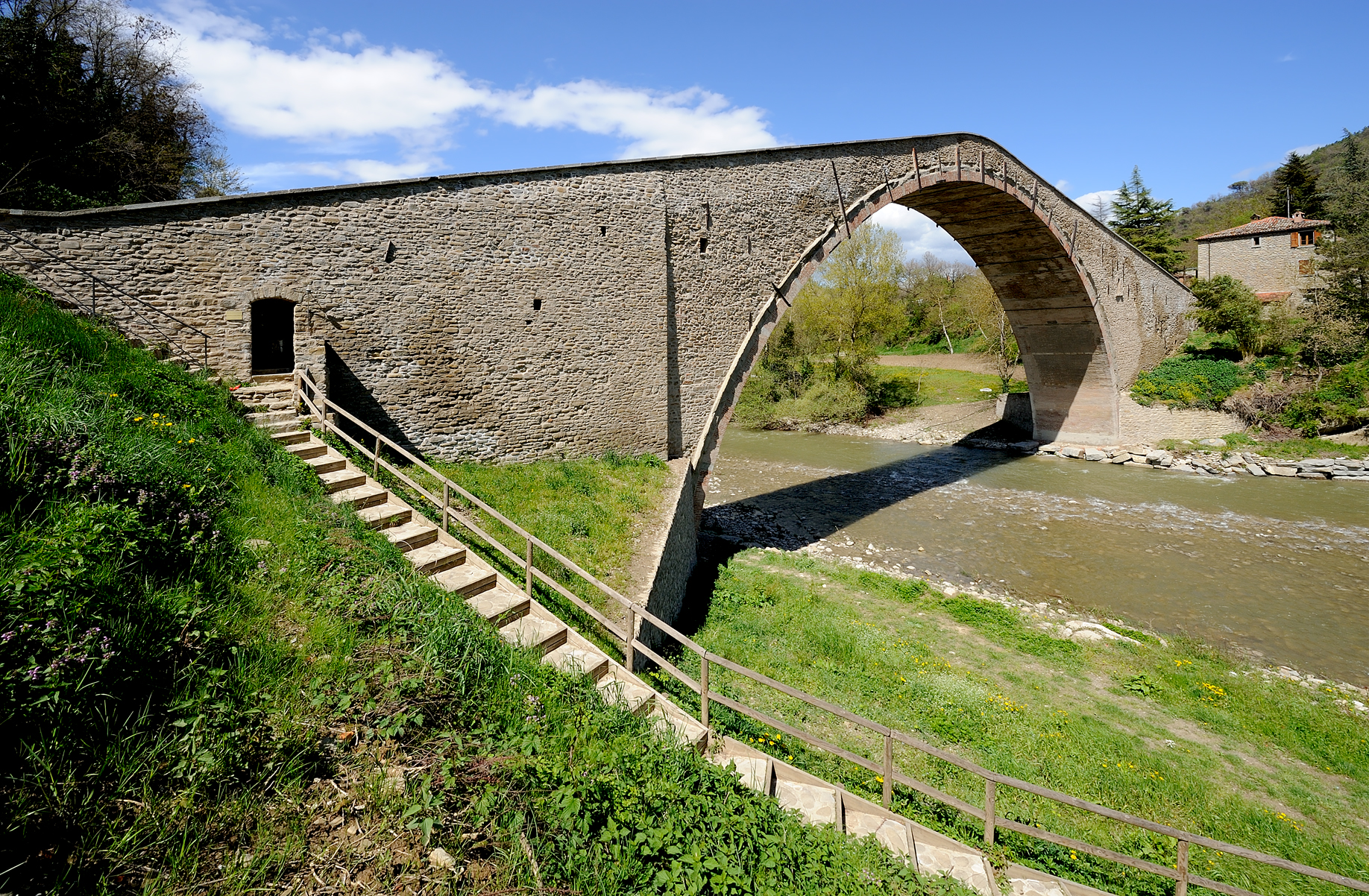
Мост Алидози